# Ehe Shaoge
Dans ce nom, le nom de famille, Ehe, précède le nom personnel.
Ehe Shaoge (?-254) Général des tribus Qiang durant l'époque des Trois Royaumes en Chine antique.
En l’an 253, lors de la seconde campagne militaire contre les Wei de Jiang Wei, il fut envoyé à la tête d’une armée de 50 000 hommes par le roi Mi Dang pour assister les Shu dans leur attaque sur la ville de Nan’an. 
Cependant, il accompagna Chen Tai, qui s’était faussement soumis, dans le but d’attaquer le camp de Guo Huai. Une fois entré dans le camp, il fut piégé et tomba au fond d’un trou. Les troupes Qiang furent donc anéantis par Guo Huai et Chen Tai et Ehe Shaoge se suicida en se tranchant la gorge. 